# Zimeldina
La zimelidina (nota anche con i marchi commerciali di Zimeldine, Normud e Zelmid) è stato uno dei primi antidepressivi inibitori selettivi della ricaptazione della serotonina (SSRI) ad essere commercializzato. È una piridilallilammina ed è strutturalmente diversa da altri antidepressivi.
La zimelidina è stata sviluppata alla fine degli anni Settanta e all'inizio degli anni Ottanta da Arvid Carlsson, che allora lavorava per la società svedese Astra AB. È stato scoperto in seguito alla ricerca di farmaci con strutture simili alla bromfeniramina, un antistaminico con attività antidepressiva. La zimelidina è stata venduta per la prima volta nel 1982.
Sebbene la zimelidina avesse un profilo di sicurezza molto favorevole, entro un anno e mezzo dalla sua introduzione, sono emersi rari casi di sindrome di Guillain-Barré che sembravano essere causati dal farmaco, spingendo il suo produttore a ritirarlo dal mercato. Dopo il suo ritiro, è stato sostituito da fluvoxamina e fluoxetina (derivata dall'antistaminico difenidramina) in quest'ordine e dagli altri SSRI.

## Meccanismo di azione
La modalità d'azione è una forte inibizione della ricaptazione della serotonina dalla fessura sinaptica. I recettori postsinaptici non vengono influenzati.

## Altri usi
La zimelidina è stata segnalata da Montplaisir e Godbout per essere molto efficace per la cataplessia nel 1986, quando questa era solitamente controllata dagli antidepressivi triciclici, che spesso avevano effetti anticolinergici. La zimelidina è stata in grado di migliorare la cataplessia senza causare sonnolenza diurna.

## Effetti collaterali
Gli effetti collaaterali più spesso segnalati sono stati:
- Secchezza delle fauci, secchezza delle membrane faringee e nasali
- Aumento della sudorazione (iperidrosi)
- Vertigine
- Nausea